# Ernst Lakenbacher
Ernst Lakenbacher, seltener auch Ernst Lackenbacher geschrieben (* 20. Oktober 1891 in Wirowititz, Österreich-Ungarn; † 18. April 1967 in Wien) war ein österreichischer Journalist, Autor, Gewerkschafter und Arbeiterkammerfunktionär.

## Leben und Wirken
Ernst Lakenbacher wurde am 20. Oktober 1891 als Sohn des jüdischen Speditionsangestellten Sigmund Lakenbacher (* 1861; † ?) und dessen Ehefrau Charlotte (geborene Steiner) in der Stadt Wirowititz (heute Virovitica in Kroatien) geboren. Ein Jahr später kam sein Bruder Robert zur Welt. Nachdem er im Jahre 1909 seine Matura abgelegt hatte, arbeitete Lakenbacher ab 1910 als Versicherungsangestellter und war gleichzeitig ab dieser Zeit Mitglied der SDAP, sowie des Vereins der Versicherungsangestellten Österreichs in Wien. In den Jahren 1912 bis 1913 leistete er seinen Militärdienst ab; 1914 fiel sein Bruder Robert im Ersten Weltkrieg. Ebenfalls ab 1912 trat Lakenbacher als Mitglied des Hauptvorstandes des Vereins der Versicherungsangestellten Österreichs unter Alfred Broczyner in Erscheinung und publizierte unter dem Pseudonym Ernst Bacher im sozialdemokratischen Monatsschrift Der Kampf. Nach einer von 1914 bis 1916 andauernden Offizierslaufbahn kehrte er in weiterer Folge wieder in die Versicherungsbranche zurück und agierte von 1916 bis 1919 als hauptamtlicher Sekretär des Vereins der Versicherungsangestellten Österreichs. 1919 übernahm er die Geschäftsführung der Ständigen Delegation der freigewerkschaftlichen Angestelltenorganisation bei der Gewerkschaftskommission. Von 1921 bis 1927 übte er die Tätigkeit des Sekretärs beim Bund der Industrieangestellten Österreichs aus und war parallel dazu Redakteur der Verbandszeitung.
1928 wechselte er zur Wiener Kammer für Arbeiter und Angestellte und war dort fortan bis 1934 als Sekretär der Angestelltensektion beschäftigt. Gleichzeitig übte er in diesem Zeitraum auch die Position des Geschäftsführers der Sektion XIV (Privatangestellte) im Bund der Freien Gewerkschaften Österreichs aus. Darüber hinaus war er Vorstandsmitglied in der Industriellen Bezirkskommission Wien sowie der Pensionsanstalt für Angestellte und war maßgeblich an der Ausarbeitung der gewerkschaftlichen Sozialgesetzgebungsinitiativen beteiligt. Im Anschluss an die Februarkämpfe 1934 war Lakenbacher von März bis August 1934 inhaftiert und betätigte sich nach seiner Entlassung hauptsächlich als freier Journalist. Seine journalistischen Tätigkeiten übte er mitunter auch für die mittlerweile illegal gewordenen Freien Gewerkschaften Österreichs aus. Aufgrund einer angedrohten weiteren Inhaftierung emigrierte Lakenbacher im Juni 1938 vorerst nach Großbritannien, ehe er im Jänner 1939 nach Buenos Aires kam.
Dort war er zunächst als Hilfsarbeiter tätig und kehrte später in seinen angestammten Beruf als Versicherungsvertreter zurück. Ab 1939 gehörte er als Mitglied dem inneren Kreis der Gruppe Das Andere Deutschland (kurz DAD genannt) um August Siemsen an und setzte seine journalistischen Tätigkeiten fort, als er für das gleichnamige Magazin, bei dem er von Dezember 1940 bis 1945 als verantwortlicher Redakteur des österreichischen Teils fungierte, schrieb. Neben Theodor Brüll galt Lakenbacher als Mitgründer und maßgeblicher Vertreter der Gruppe der österreichischen Sozialisten in Argentinien. Diese stand in einem scharfen Gegensatz zum Comité Austríaco, dem unter anderem Ferdinand Erb-Rudtorfer oder Gustav Glück, Sohn des gleichnamigen Kunsthistorikers und Museumsdirektors, angehörten. In einem Brief am 16. März 1940 an Oscar Pollak verfassten Brief meinte Lakenbacher „daß wir an keiner Kombination teilnehmen, an der die Kreise beteiligt sind, die an den Februarereignissen Schuld tragen“. Obgleich der im Laufe der Jahre immer schärfer gewordenen Polemik erschien am 30. August 1942 im Argentinischen Tageblatt der einzige gemeinsam mit Lakenbacher und dem Comité verfasste Aufruf zur „aktiven Teilnahme an dem antifaschistischen Weltkampf“.
Einige Jahre nach dem Ende des Zweiten Weltkrieges kehrte Lakenbacher auf Anforderung der Kammer für Arbeiter und Angestellte Wien zurück in seine Heimat, wo er auch wieder Mitglied der nunmehrigen SPÖ und des noch jungen Österreichischen Gewerkschaftsbundes (ÖGB) wurde. Ab 1948 hatte er die Leitung des Pressedienstes der Arbeiterkammer inne und war zudem in der Redaktion des in den 1920er Jahren gegründeten Magazins Arbeit und Wirtschaft. Das Recht der Arbeit und Sozialrechtliche Mitteilungen der Arbeiterkammer Wien. Mit der Bestellung zum stellvertretenden Kammeramtsdirektor und der Übernahme der Leitung der Abteilung Sozialversicherung und Bildungswesen, sowie der Sozialwissenschaftlichen Studienbibliothek der Arbeiterkammer Wien beschritt Lakenbacher ab 1955 seinen letzten Arbeitsweg. 1958 ging er, mittlerweile 66- bzw. 67-jährig, in Pension, blieb jedoch weiterhin als ehrenamtlicher Redakteur bei Mitteilungen, der Zeitschrift der Wiener Städtischen Wechselseitigen Versicherungsanstalt, journalistisch tätig. Ein Jahr nach seiner Pensionierung wurde Lakenbacher unter anderem der Berufstitel Regierungsrat verliehen.
Am 18. April 1967 starb Lakenbacher 75-jährig in Wien. Im Jahr seines Ablebens erschien über den Verlag des Österreichischen Gewerkschaftsbundes die von ihm verfasste Publikation Die österreichischen Angestelltengewerkschaften. Geschichte und Gegenwart. Lakenbacher war zweimal verheiratet; von seiner ersten Ehefrau, der Doktorin Pauline Kraus (* 1905; † ?), ließ er sich 1938 scheiden; 1956 heiratete er die Goldschmiedin und Schmuckhändlerin Pauline Olga Elischer (geborene Godina; * 1901; † ?).

## Werke (Auswahl)
- Das novellierte Angestelltenversicherungsgesetz, Verlag des Bundes der Industrieangestellten Österreichs, Wien 1927
- Was bringt das Gewerbliche Sozialversicherungsgesetz dem Arbeiter?, Selbstverlag, Wien 8, Alserstraße 67/21, 1935
- Die österreichischen Angestelltengewerkschaften. Geschichte und Gegenwart., Verlag des Österreichischen Gewerkschaftsbundes, Wien 1967

### Beiträge
- In: Der Erfinderschutz der Angestellten in der Patentgesetznovelle 1925, Bund der Industrieangestellten Österreichs, Berufsgruppe der Ingenieure, Wien 1926
- In: Ein Wegweiser durch die Krankenversicherung nach dem neuen Angestelltenversicherungsgesetz, Arbeitsgemeinschaft zur Errichtung der Versicherungskasse für Industrie- und sonstige Angestellte, Wien 1927
- In: Sozialrechtliche Mitteilungen der Arbeiterkammer Wien, Kammer für Arbeiter und Angestellte für Wien, Ueberreuter in Kommission, Wien
- Sozialismus statt Praktizismus, In: FORVM, April 1966, S. 148–149